# N26 (Niger)
Die N26 oder RN26 ist eine hochrangige Straße vom Typ Nationalstraße (französisch route nationale) in der Region Agadez in Niger.

## Verlauf und Charakteristik
Die N26 ist insgesamt 156,2 Kilometer lang. Sie beginnt in der Regionalhauptstadt Agadez als Abzweigung von der N11. Nach dem Dorf Kourboubou führt sie durch das Dorf Assawas, wo links die Route 103 nach Tegguida-n-Tessoum abzweigt. Danach quert sie das Trockental Irhazer wan Agadez. Die N26 erreicht nun den Departementshauptort Ingall, wo links die Route 112 nach Tegguida-n-Tessoum und rechts die Route 107 nach Inagar abzweigen. Sie mündet schließlich im Dorf Mararaba in die N25.
Es handelt sich bei der N26 zwischen Agadez und Ingall um eine einfache Erdstraße und zwischen Ingall und Mararaba um eine ausgebaute asphaltierte Straße.

## Einzelnachweise

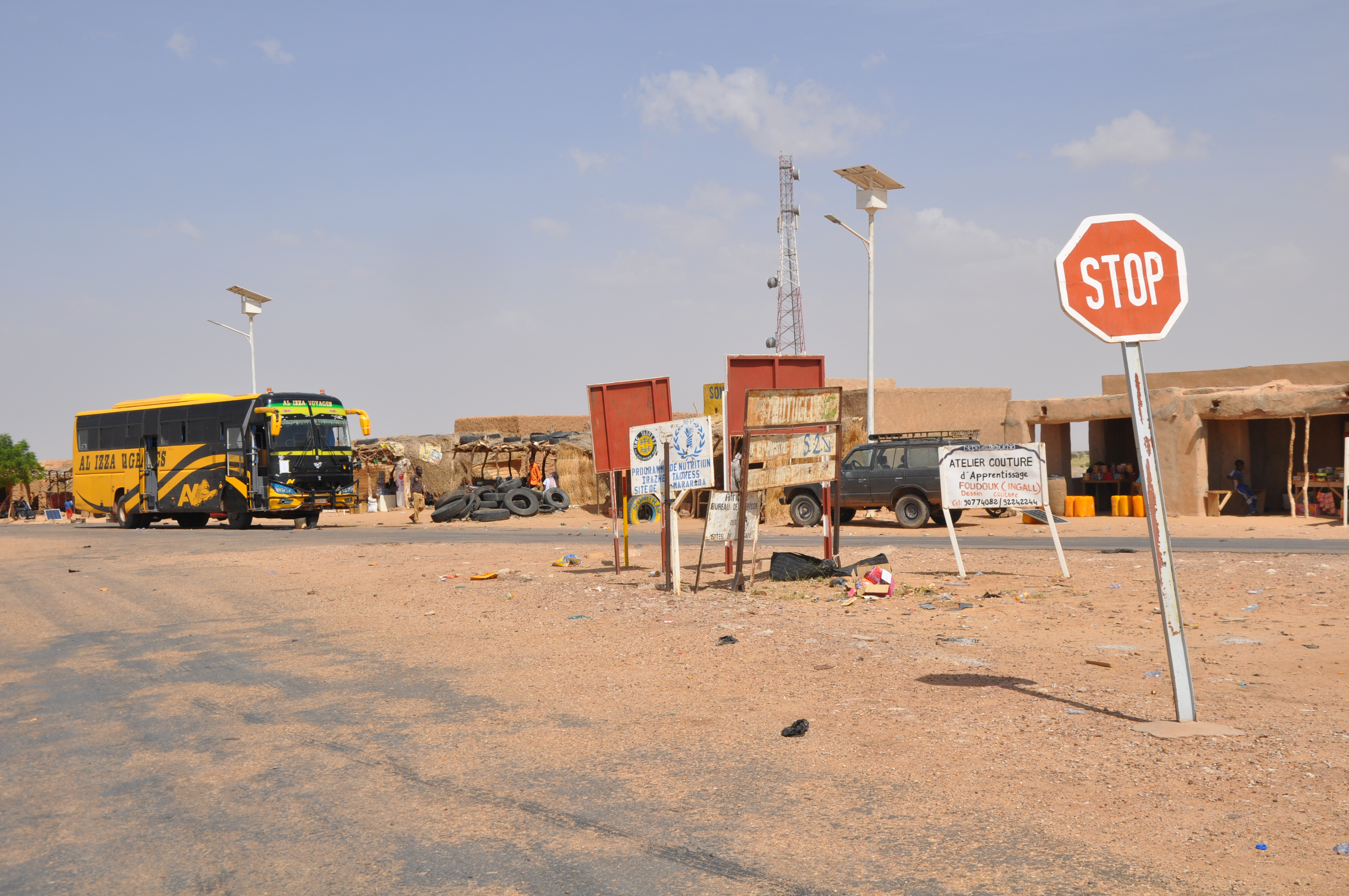
Mararaba